# Harriet Lane Levy
Harriet Lane Levy (ur. 29 marca 1866, zm. 15 września 1950 w Carmel-by-the-Sea) – amerykańska pisarka, autorka pamiętnika „920 O’Farrell Street”.
Urodziła się w bogatej rodzinie żydowskiej i wychowała w San Francisco. Krewna noblisty Alberta Abrahama Michelsona. 
W autobiografii „920 O’Farrell Street” opisuje napięcia etniczne wśród wyższych klas San Francisco oraz presję środowiska na młode kobiety do dobrego zamążpójścia w oczekiwaniu na podniesienie statusu społecznego. Intelektualność Levy spowodowała, że zamiast wyjść za mąż ukończyła w 1886 studia na Uniwersytecie Kalifornijskim w
Berkeley i stała się znaczącą pisarką popularnych w San Francisco publikacji.
San Francisco Call i The Wave publikowały ją na równi z Jackiem Londonem i Frankiem Norrisem.
Levy była zapalonym kolekcjonerem sztuki, przyjaciółką z lat dziewczęcych Alice B. Toklas oraz znajomą Gertrude Stein. Podróżowała. Wielokrotnie odwiedzała Paryż. W późniejszych latach przez dwa lata mieszkała w Paryżu z Alice B. Toklas. 
W 1910, w wieku 47 lat roku powróciła do San Francisco, gdzie jako niezależna kobieta kontynuowała swoje intelektualne zainteresowania (psychologią i filozofią chrześcijańską) aż do śmierci w 1950 roku.